# Norvège aux Jeux paralympiques d'hiver de 2014
La Norvège participe aux Jeux paralympiques d'hiver de 2014, à Sotchi, en Russie, du 7 au 16 mars 2014. Il s'agit de la onzième participation de ce pays aux Jeux d'hiver, la Norvège ayant été présente à tous les Jeux.
Le pays est historiquement la plus grande puissance sportive aux Jeux paralympiques d'hiver, classé premier au tableau des médailles à l'issue des dix premières éditions des Jeux, avec 315 médailles dont 134 en or. Néanmoins, après une première place au classement des médailles en 1998 et une troisième place en 2002, la Norvège se classe douzième aux Jeux de 2006 et de 2010 - distancée par des nations telles que la Russie, l'Allemagne, l'Ukraine et le Canada,.
La Norvège aux Jeux de Sotchi est représentée par une délégation de trente-et-un athlètes dans quatre disciplines sportives : le ski alpin, le ski nordique (biathlon et ski de fond), le hockey sur luge et le curling en fauteuil roulant. Nils-Erik Ulset, unique médaillé d'or norvégien aux Jeux de Vancouver en 2010, défend à Sotchi son titre en biathlon (catégorie debout),.

## Médaillés
| Sport                   | Discipline            | Athlète(s)                                  | Catégorie      | Performance   | Date    |
| Médailles d'or : 1      |                       |                                             |                |               |         |
| Ski de fond             | 1 km sprint dames     | Mariann Marthinsen                          | Assis          | 2 min 45 s 6  | 12 mars |
| Médailles d'argent : 2  |                       |                                             |                |               |         |
| Biathlon                | 12,5 km hommes        | Nils-Erik Ulset                             | Debout         | 30 min 24 s 6 | 11 mars |
| Biathlon                | 15 km hommes          | Nils-Erik Ulset                             | Debout         | 37 min 44 s 2 | 14 mars |
| Médailles de bronze : 1 |                       |                                             |                |               |         |
| Ski de fond             | Relais mixte 4x2,5 km | Mariann Marthinsen Nils-Erik Ulset Erik Bye | Toutes classes | 27 min 53 s 6 | 15 mars |

## Par discipline

### Curling
Le curling aux Jeux paralympiques est une épreuve mixte, et se pratique en fauteuil roulant. L'équipe norvégienne (Sissel Lochen, Rune Hilmar Lorentsen, Terje Rafdal, Anne Mette Samdal et Jostein Stordahl) participe pour la troisième fois ; elle s'était classée sixième en 2010,.

### Ski alpin
La Norvège est représentée par deux athlètes, Mads Andreassen et Thomas Jacobsen, qui participent tous deux pour la première fois à des épreuves de ski alpin aux Jeux paralympiques,.

### Ski nordique
En ski nordique, historiquement son point fort, la Norvège aligne huit athlètes. Parmi eux, deux médaillés de Vancouver : Nils-Erik Ulset (une médaille d'or, deux d'argent et une de bronze en 2010, catégorie debout), et Trygve Toskedal Larsen (une de bronze, assis),.

### Hockey
Aux Jeux paralympiques, le hockey sur luge est un sport mixte en principe, bien qu'en pratique les équipes soient généralement composées d'hommes. L'équipe norvégienne est médaillée de bronze en titre à la suite des Jeux de Vancouver.